# The Room (film, 2019)
Cet article concerne le film de Christian Volckman. Pour le film de Tommy Wiseau, voir The Room.
Pour les articles homonymes, voir The Room (homonymie).
Pour plus de détails, voir Fiche technique et Distribution.
The Room est un thriller fantastique franco-belgo-luxembourgeois coécrit et réalisé par Christian Volckman, sorti en 2019.

## Synopsis
Kate et Matt sont un jeune couple new-yorkais dans la trentaine. Il est un artiste peintre belge en difficulté, et elle est traductrice. À la recherche d'une vie plus authentique et plus saine, ils quittent la ville et s'installent dans une vieille demeure isolée, près de Springwell, au nord de l'État de New York. Sous deux épaisseurs de papier peint, Matt découvre une porte métallique fermant une chambre secrète. Un électricien, venu tenter de réparer des soucis électriques dans la maison, informe Matt que la demeure est vide depuis la mort de ses derniers propriétaires. En se renseignant, Matt apprend que Paul et Madeline Schaeffer ont été retrouvés morts dans la maison en 1975 et que l'assassin présumé, d'identité inconnue, est enfermé sous le nom de John Doe dans un hôpital psychiatrique. Il s'avère bientôt que la chambre a le pouvoir extraordinaire de matérialiser tous les vœux. Comme des enfants dans une confiserie de conte de fées, le couple passe des journées et des nuits à satisfaire tous leurs désirs les plus fous. Cependant, Kate et Matt ne tardent pas à découvrir le dur revers de la médaille…

## Fiche technique
Sauf indication contraire, les informations mentionnées dans cette section peuvent être confirmées par la base de données cinématographiques Unifrance,  présente dans la section « Liens externes ».
- Titre original : The Room
- Réalisation : Christian Volckman
- Scénario : Éric Forestier et Christian Volckman ; Gaia Guasti et Vincent Ravalec (collaboration)
- Décors : Françoise Joset
- Chef constructeur : Max Vanesse
- Costumes : Magdalena Labuz
- Musique : Raf Keunen
- Photographie : Reynald Capurro
- Son : Olivier Struye
- Montage : Sophie Fourdrinoy
- Production : Yaël Fogiel et Laetitia Gonzalez

Coproduction : Lilian Eche, Christel Henon, Jacques-Henri Bronckart, Martin Katz et Olivier Bronckart
- Sociétés de production : Les Films du poisson ; Bidibul Productions et Versus Production (coproductions)
- Sociétés de distribution : Les Films du poisson (France) ; O'Brother Distribution (Belgique)
- Pays d’origine :  Belgique /  France /  Luxembourg
- Langue originale : anglais
- Format : couleur - 2,39:1 - 35 mm
- Genres : thriller fantastique, drame, science-fiction
- Durée : 100 minutes
- Dates de sortie :
  - Belgique : 15 avril 2019 (Festival international du film fantastique de Bruxelles)
  - Suisse romande : 5 juillet 2019 (Festival international du film fantastique de Neuchâtel)
  - Belgique : 6 novembre 2019
  - France : 6 mai 2020 (VOD)

## Distribution
- Olga Kurylenko (VF : Jessie Lambotte) : Kate
- Kevin Janssens (VF : Alexis Victor) : Matt
- John Flanders (VF : Féodor Atkine) : John Doe
- Livio Siscot : Shane, à dix-huit mois
  - Joshua Wilson : Shane, enfant
  - Francis Chapman (VF : Arnaud Laurent) : Shane, adolescent
  - Victor Meurice : Shane, vieux
  - Jean-Louis Sbille : Shane, à soixante ans
- Vince Drews : Chet
- Marianne Bourg (lb) : Suzanne
- Oscar Lesage : Henry
- Michaël Kahya : Paul Schaeffer
- Carole Weyers : Madeline Schaeffer

## Production
Le tournage débute en avril 2018 dans une « vieille maison étant une copie d’un palais vénitien » à Thimister en Belgique, ainsi qu'en studio au Luxembourg pour la reconstruction du premier étage de cette maison en raison des budgets, et s'achève en mi-mai 2018,,.

## Accueil

### Critiques
Allociné recense cinq critiques presse, pour une moyenne de 2,6⁄5.
Culturopoing, The Room s'inspire des codes des films de genre des années 1980 « à la différence d'un Richard Matheson, Christian Volckman échoue lorsqu’il cherche à être métaphysique (…) mais The Room fait partie de ces œuvres agréables qu’on ne toisait pas si facilement dans les années 80, comme celles qui fleurissaient au cinéma Orient Express des Halles et qu’on se pressait d’aller découvrir avant qu’elles quittent les salles. »
Les Inrockuptibles, ce thriller fantastique manque de crédibilité « longue succession de twists plus invraisemblables les uns que les autres, le film n'est pas rehaussé par la partition de ses deux acteur·trices, la faute à un jeu unidimensionnel et désincarné et des dialogues artificiels, parfois risibles ».

## Récompenses et distinctions

### Récompenses
- Festival international du film fantastique de Puchon 2019 : Meilleur choix du jury[7]
- Festival européen du film fantastique de Strasbourg 2019 : Prix du public du meilleur film fantastique international[8]

### Nominations
- Festival européen du film fantastique de Strasbourg 2019[8] :
  - Octopus d’or du meilleur long-métrage fantastique international
  - Méliès d'argent du meilleur film fantastique européen pour Christian Volckman
- Utopiales 2019 : Grand prix du jury des Utopiales

### Sélections
- L'Étrange Festival 2019 : sélection en section Mondovision
- Festival international du film de Catalogne 2019 : sélection en compétition internationale
- Festival international du film fantastique de Neuchâtel 2019 : sélection en compétition internationale
- Utopiales 2019 : sélection en compétition internationale

### Documentaire
- Dossier de presse The Room[PDF]